# Charlie Munro
Charles Robert Munro (Christchurch, 22 mei 1917 - Sydney, 9 december 1985) was een rietblazer en fluitist in de jazz. Hij werkte voornamelijk vanuit Australië.
Munro verhuisde op zijn 21ste naar Sydney. Hij speelde in de bands van Myer Norman en Wally Parks, en werkte als 'sideman' in onder andere nachtclubs en theaters. Na de Tweede Wereldoorlog speelde hij met Wally Norman in 'Roosevelt' in Sydney. In 1950 werkte hij met Bob Gibson en in 1954 werd hij lid van het dansorkest van de Australian Broadcasting Commission, waar hij tot 1976 werkte als componist, arranger en muzikant. In de jaren '60 werkte hij veel met Bryce Rohde. Aan het einde van zijn loopbaan leidde hij zijn eigen bands, daarnaast werkte hij met Georgina de Leon.

## Discografie als leider
- Eastern Horizons, Philips, 1967
- Count Down, 1969
- Integrations,  1981